# Viola Scotto di Carlo
Viola Scotto di Carlo (Bacoli, 27 giugno 2003) è una nuotatrice italiana, specializzata nella farfalla.

## Biografia
Tesserata per la Napoli Nuoto, comincia a nuotare a 3 anni e piano piano dà sfoggio delle sue qualità. Nel 2022 vince un argento ed un bronzi ai Giochi del Mediterraneo di Orano. Conquista tre medaglie alle Universiadi di Chengdu 2023. Il Settecolli 2024 le garantisce un posto ai Giochi olimpici di Parigi 2024. Una squalifica, per presunto arrivo con una sola mano, le spezza il sogno di qualificarsi alle fasi successive e di registrare ufficialmente il suo miglior tempo nei 100 metri farfalla, di 57"84.

## Palmarès
- Giochi del Mediterraneo

Orano 2022: argento nei 50m farfalla, bronzo nella 4x100m sl.
- Giochi mondiali universitari

Chengdu 2023: argento nella 4x100m sl, bronzo nei 50m farfalla e nella 4x100m misti mista.
Reno-Ruhr 2025: bronzo nei 50m farfalla, nella 4x100m sl e nella 4x100m misti.